# Tarsacq
 Tarsacq  es una población y comuna francesa, en la región de Aquitania, departamento de Pirineos Atlánticos, en el distrito de Oloron-Sainte-Marie y cantón de Monein.

## Demografía
| 232 | 241 | 215 | 251 | 284 | 283 | 274 | 271 | 282 | 255 | 252 | 239 | 239 | 261 | 266 | 246 | 232 | 229 | 222 | 235 | 228 | 214 | 193 | 177 | 169 | 156 | 150 | 201 | 202 | 268 | 335 | 344 | 422 | 487 |
| Para los censos de 1962 a 1999 la población legal corresponde a la población sin duplicidades (Fuente: INSEE [Consultar]) |     |     |     |     |     |     |     |     |     |     |     |     |     |     |     |     |     |     |     |     |     |     |     |     |     |     |     |     |     |     |     |     |     |